# الشدة الفاسية

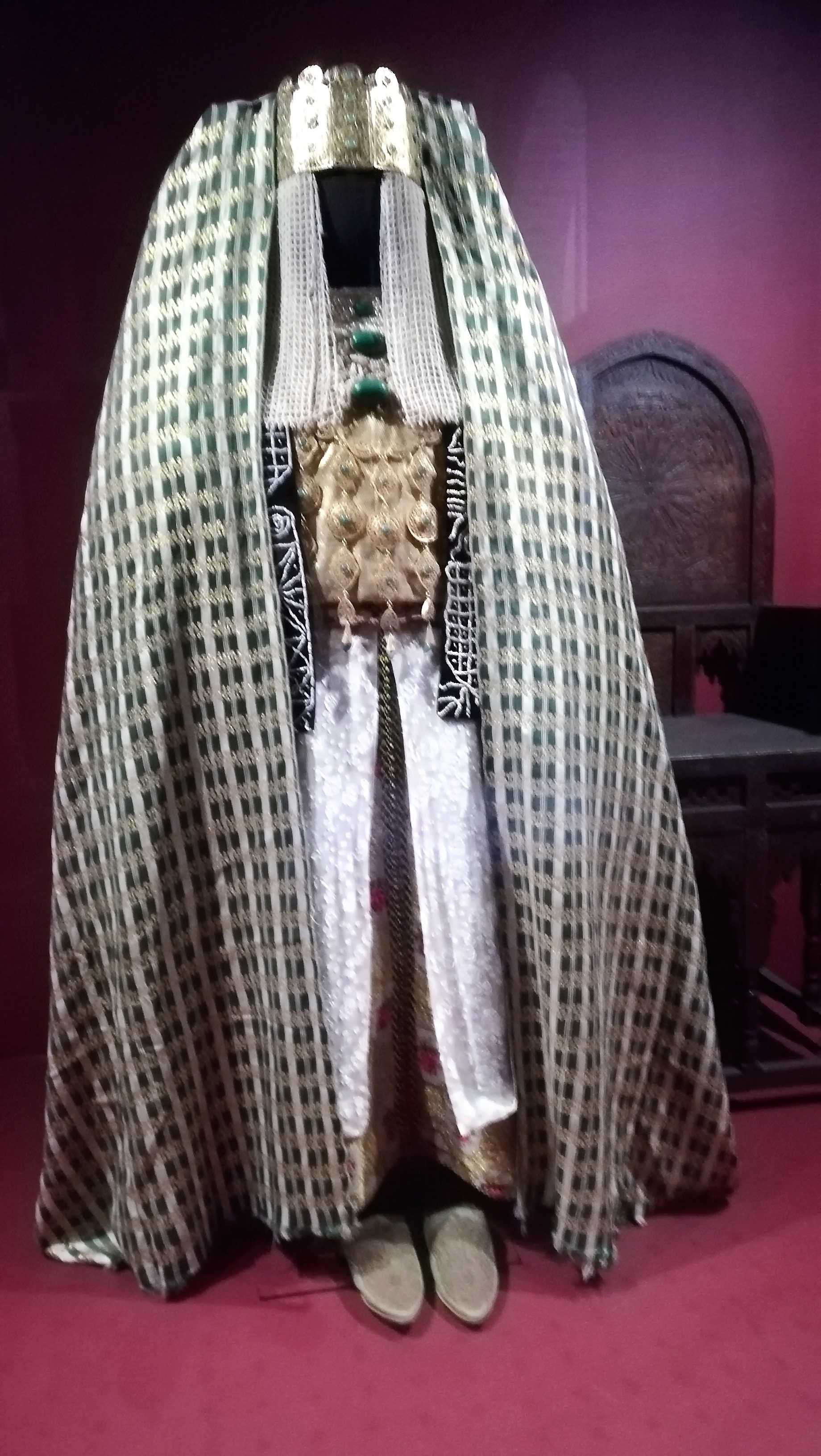
الشدة الفاسية

الشدة الفاسية أو اللبسة د الجوهر هو لباس تقليدي مغربي و بالضبط في مدينة فاس ، تعتبر من أقدم و أفخر الشدات بالمملكة المغربية كونه يعبر عن أصالة المرأة الفاسية ، ومما يميزها عن غيرها من الشدات هو ثقلها و شكلها الذي يشبه الفراعنة .

## مكونات الشدة الفاسية
أول قطعة تُلبسها النكافة للعروس هي قفطان الخريب أو البروكار و هو قفطان تشتهر به مدينة فاس ، بعد ذلك يتم تركيب الصدرية وهي قطعة قماش يتم شدها على القفطان تكون مطرزة بالجوهر (العقيق) و الحلي الذهبي ، و يربط على رقبتها اللبة د الجوهر أو المذيبح وهو قطعة من الجوهر ، بالنسبة لشدة الرأس فيتم تغطية شعر العروس بقطعة من القماش الأبيض تمهيداً لوضع "الزڨموط" أو الحربوش الذي يشبه لحد كبير العصابة .
بعد ذلك يتم وضع خيط الريح وهو حلي تقليدي يحتوي على الجوهر يشبه خيط الروح الجزائري يوضع على جبين العروس و يشد باحكام ، يتم تركيب النواصي على جانبي رأس العروس و
بعد الإنتهاء من شد النواصي تركب فوقهما الزراير وهما قطعتين من الجوهر الحر الخالص يحلان محل المناڨيش في الشدة التلمسانية و يتم تركيب زيت حياتي وهو قطعة من القماش هذفها تغطية جميع العيوب و الخيوط المشدودة على رأس العروس تمهيداً لوضع التاج وهو أيضا مرصع بقطع ذهبية و الزمرد الخالص .
أخر مُكوِن في الشدة الفاسية هو ليزار د المسلكة وهو قماش فاس أصيل تغطى به العروس من رأسها إلى الأسفل و هو مثل الحايك في الشدة التلمسانية.

## الشدة الفاسية و الدورة الفاسية
إن الدورة الفاسية لا تقام إلا في وجود الشدة الفاسية ، حيث بعد تركيب الشدة الفاسية للعروس تجلس فوق المايدة الفاسية أو مايعرف بالعمارية ( الهودج ) و تقوم فرقة الأوركسترا بعزف الطرب الأندلسي الأصيل مثل أغنية يامن ملكني عبدا .

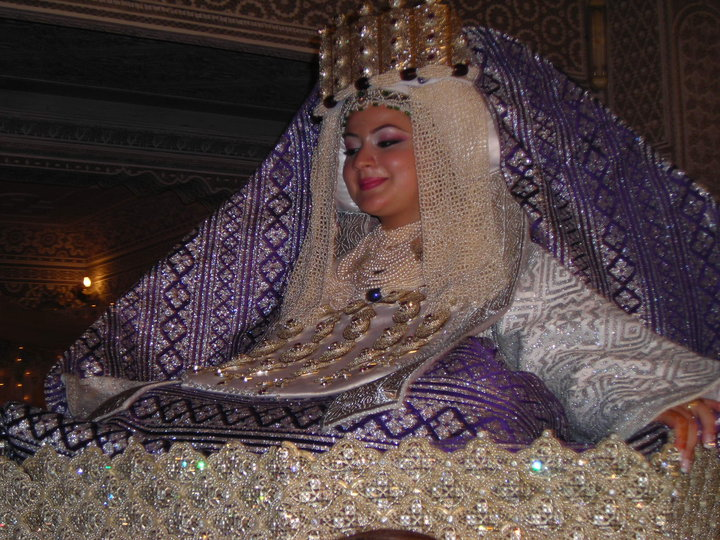
عروس ترتدي الشدة الفاسية فوق المايدة الفاسية

عادة فإن الدورة الفاسية لا تزيد عن نصف ساعة نظرا لثقل الشدة الفاسية ولكي لا تتدهور صحة العروس .